# Radmelden
Die Radmelden (Bassia), teilweise auch Dornmelden genannt, sind eine Pflanzengattung in der Unterfamilie Camphorosmoideae innerhalb der Familie der Fuchsschwanzgewächse (Amaranthaceae). Die etwa 20 Arten sind ursprünglich vom westlichen Mittelmeerraum bis nach Ostasien beheimatet.

## Beschreibung

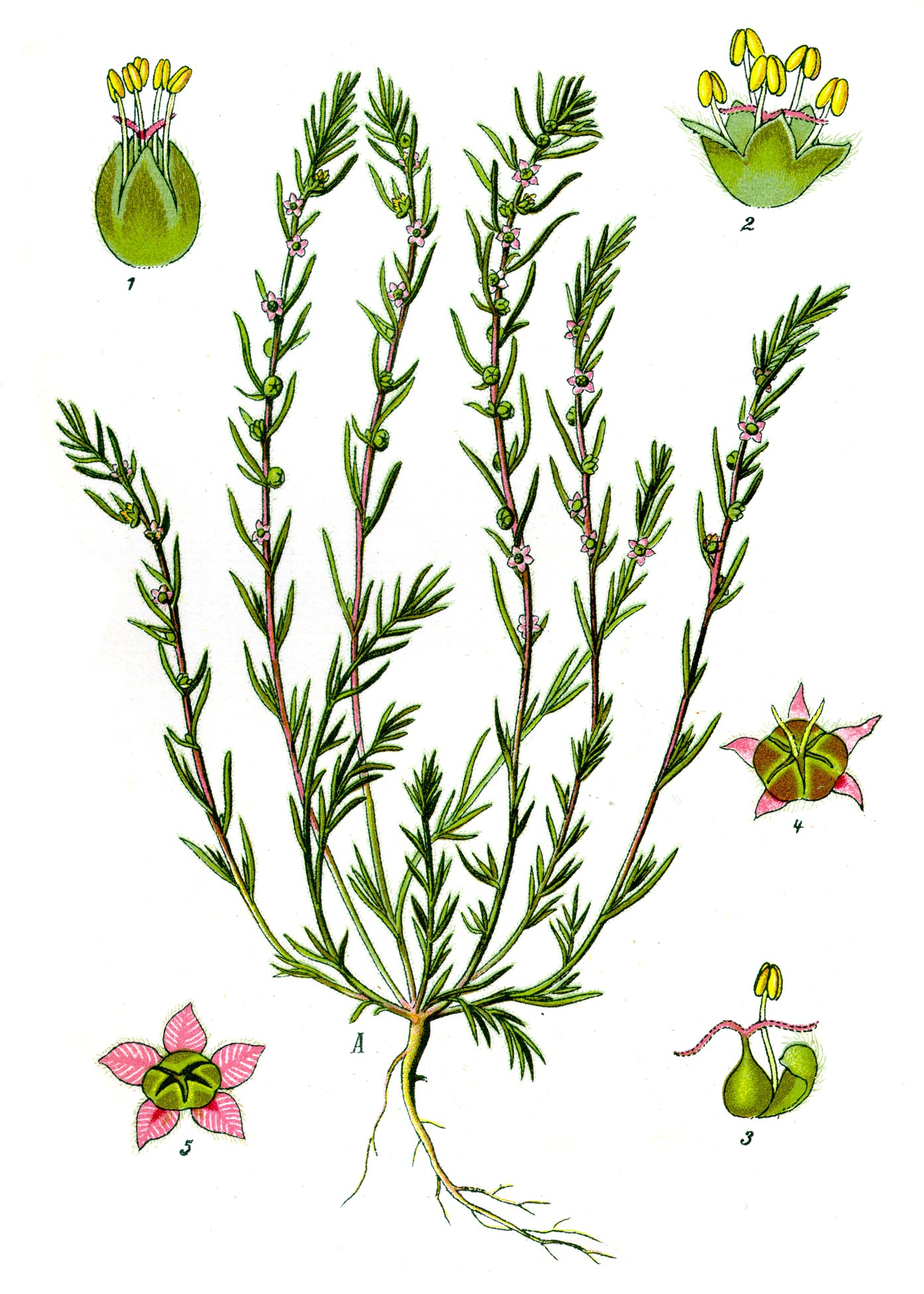
Illustration der Sand-Radmelde (Bassia laniflora)

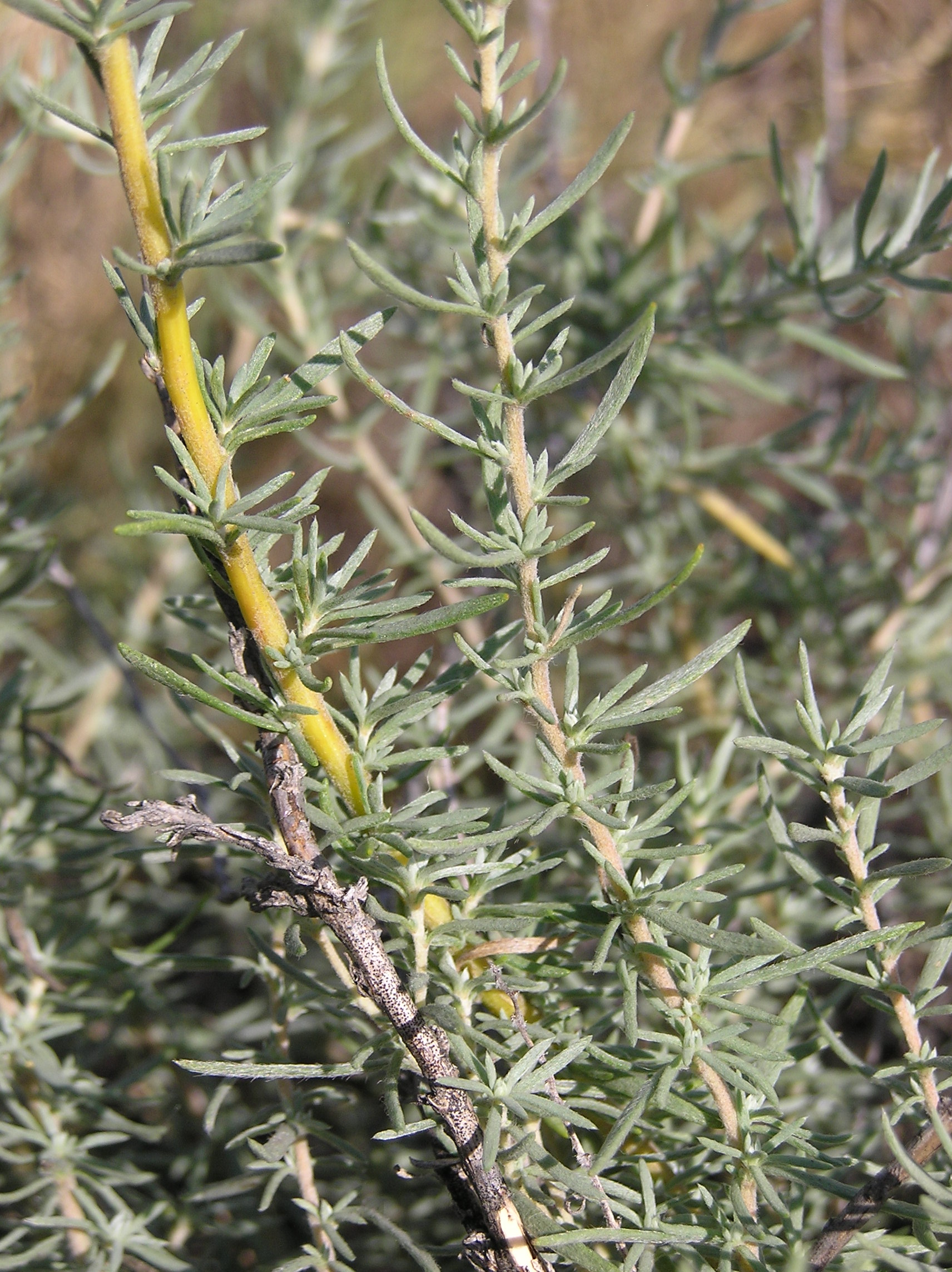
Stängel und Laubblätter Halbstrauch-Radmelde (Bassia prostrata)

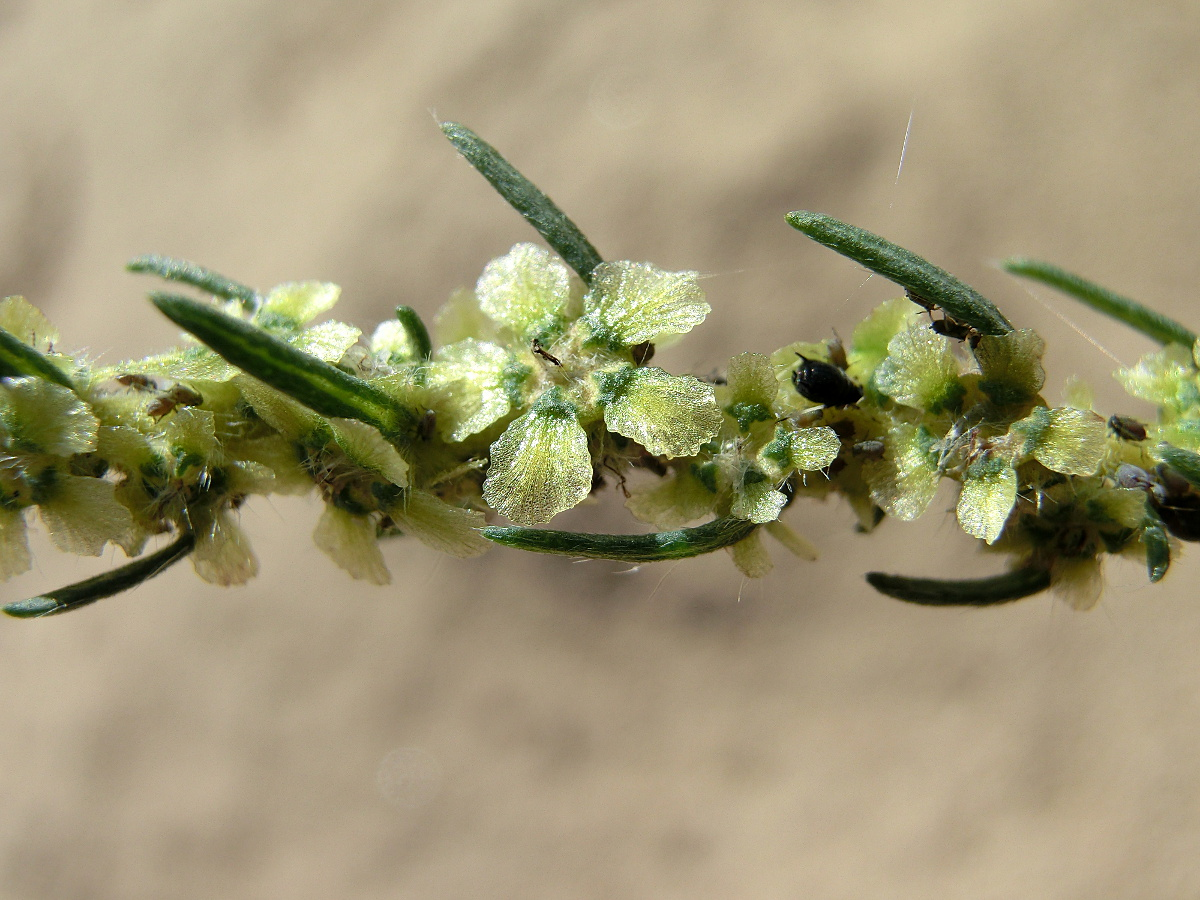
Früchte der Sand-Radmelde (Bassia laniflora)

### Vegetative Merkmale
Die Radmelden wachsen als einjährige krautige Pflanzen oder ausdauernde Halbsträucher mit aufsteigenden oder aufrechten Stängeln. Häufig sind die Pflanzenteile behaart, seltener kahl.
Die wechselständig angeordneten Laubblätter sind mehr oder weniger sitzend. Die einfachen Blattspreiten können einen flachen oder halbstielrunden Querschnitt besitzen und sie sind sehr variabel geformt sowie ganzrandig.

### Blütenstände und Blüten
Die Blüten sitzen in ährenartigen Blütenständen einzeln oder zu mehreren in der Achsel der Tragblätter. Vorblätter (Brakteolen) fehlen.
Die unscheinbaren, oft fast kugelförmigen Blüten sind meist zwittrig, gelegentlich kommen auch rein weibliche Blüten vor. Die Blütenhülle besteht aus fünf (selten vier) häutigen, oft behaarten Tepalen, die in der unteren Hälfte miteinander verbundenen sind und deren obere Zipfel zusammenneigen. Es sind fünf (selten vier) Staubblätter vorhanden, deren längliche Staubbeutel aus der Blüte herausragen. Der eiförmige Fruchtknoten trägt oben einen sehr kurzen Griffel mit zwei fadenförmigen papillösen Narben.

### Früchte und Samen
Zur Fruchtzeit entwickeln die Blütenhüllblätter auf dem Rücken meist flügelartige oder hornförmige bis dornförmige Anhängsel. Auf die Gestalt dieser Anhängsel bezieht sich der deutsche Gattungsname Radmelden (beziehungsweise Dornmelden). Wenige Arten bilden keine Anhängsel. Die Frucht ist flach kugelig mit häutiger Fruchtwand. Sie enthält einen horizontalen (gelegentlich auch vertikalen) Samen mit häutiger, kahler Samenschale. Der ringförmige oder hufeisenförmige Embryo umgibt das Nährgewebe.

### Chromosomensätze
Die Chromosomengrundzahl beträgt x = 9; es liegt meist Diploidie mit einer Chromosomenzahl von 2n = 18 vor.

## Physiologie

### Photosyntheseweg
Die Radmelden sind C4-Pflanzen mit unterschiedlichen „Kochioiden“-Typen der Blattanatomie.

## Vorkommen und Evolution
Das natürliche Verbreitungsgebiet der Gattung Radmelden (Bassia) reicht vom westlichen Mittelmeerraum bis nach Ostasien. Einige einjährige Arten sind auch in andere Kontinente eingeführt worden, beispielsweise nach Nordeuropa, Nordamerika und Süd-Indien. In Deutschland kommen zwei Arten vor, die Besen-Radmelde und die Sand-Radmelde. In Österreich tritt zusätzlich zu den zwei für Deutschland genannten Arten die Halbstrauch-Radmelde auf.
Die Radmelden-Arten besiedeln trockene Steppen und Halbwüsten, einige Arten wachsen auf Ruderalflächen oder auf salzigen Böden. Sie gedeihen vom Tiefland bis in subalpine Höhenstufen.
Nach phylogenetischen Untersuchungen von Kadereit und Freitag 2011 ist die Gattung Bassia im Miozän entstanden.

## Nutzung
Mehrere Radmelden-Arten sind wertvolle Futterpflanzen mit hohem Proteingehalt. In Asien wird die Besen-Radmelde (Bassia scoparia) auch zur menschlichen Ernährung verwendet. Außerdem kann sie zur Phytosanierung überweideter oder mit Schadstoffen verunreinigter Böden eingesetzt werden.
Einige einjährige Bassia-Arten sind stellenweise zum „Unkraut“ in der Landwirtschaft geworden.

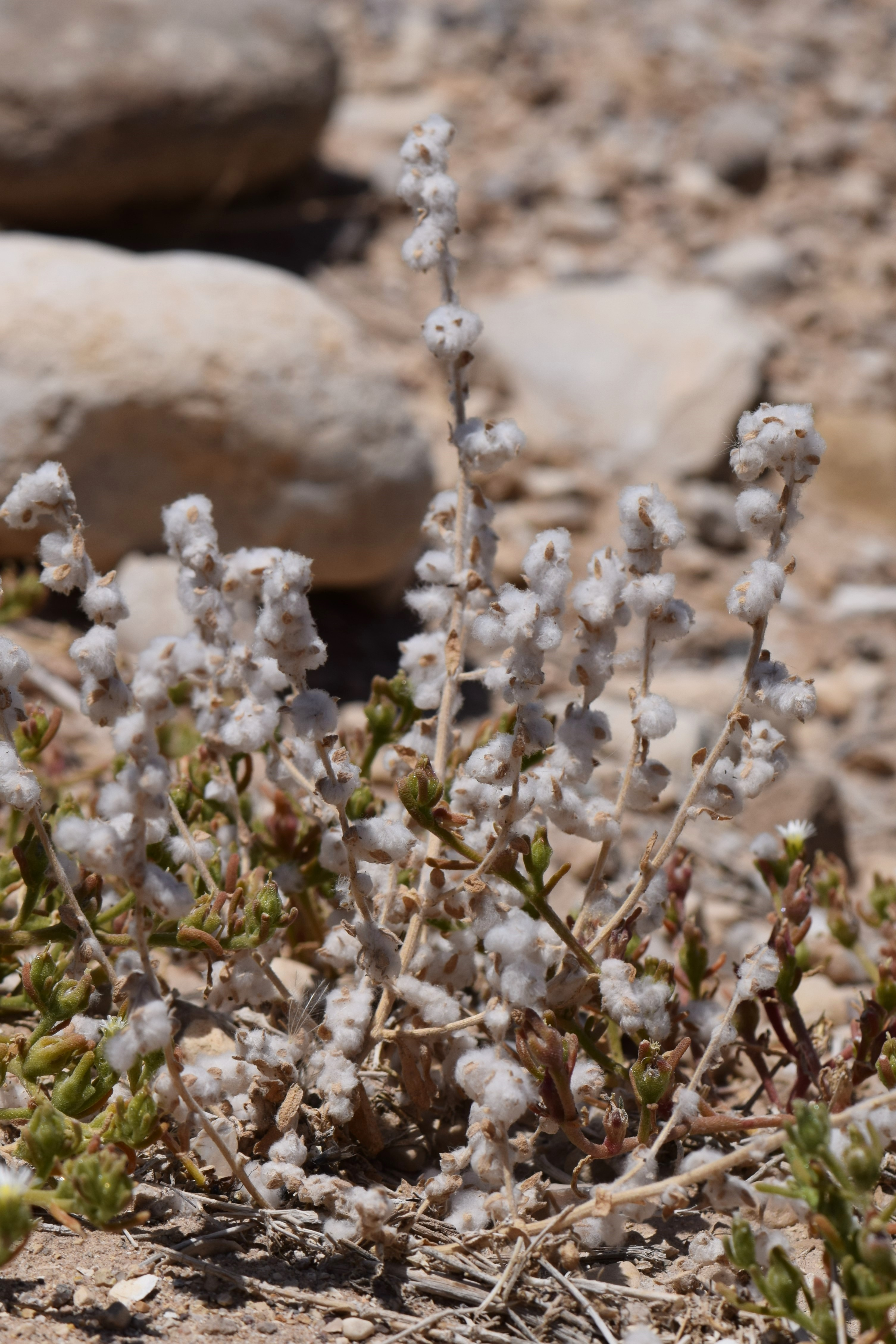
Bassia eriophora

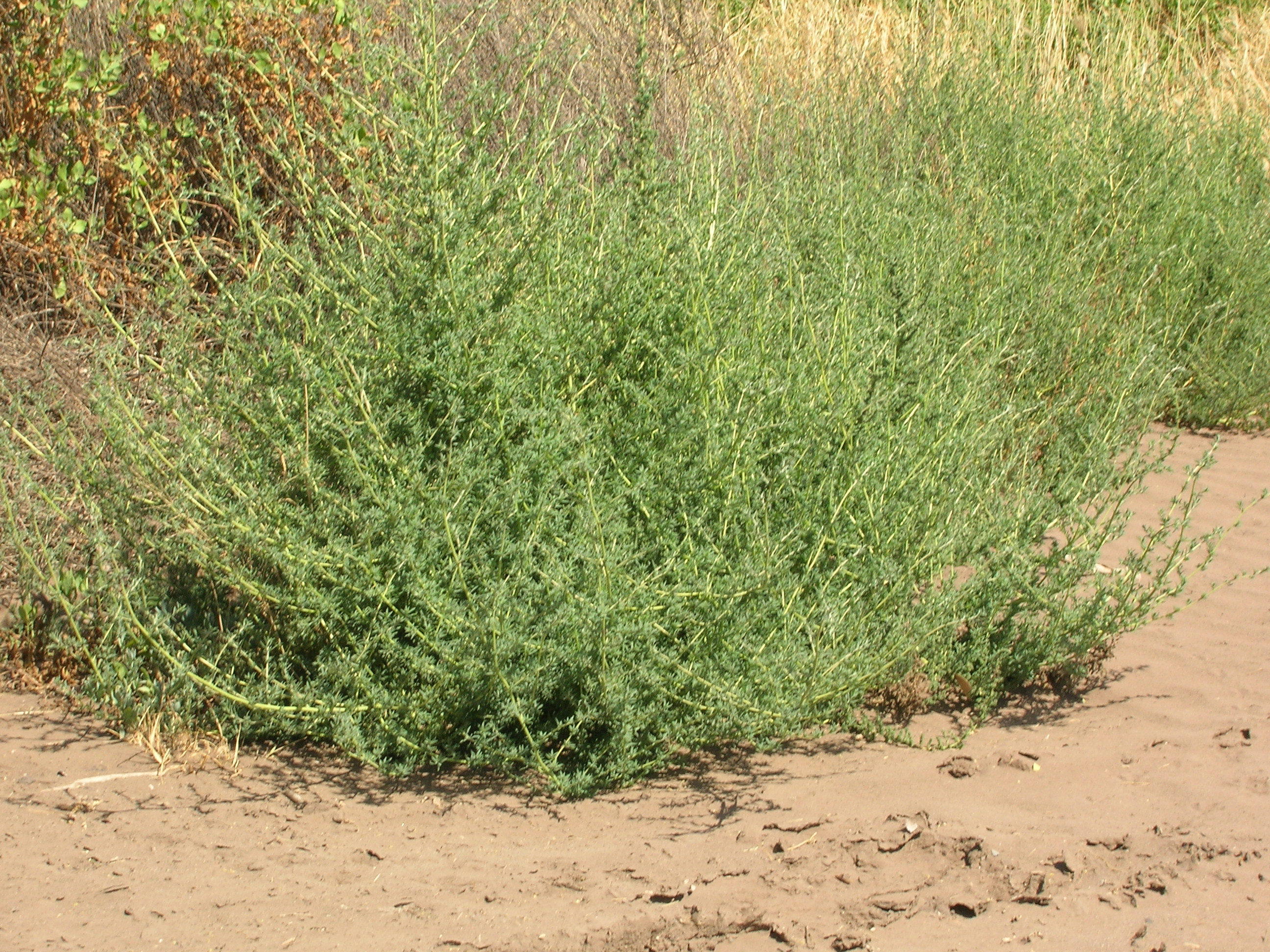
Habitus von Bassia hyssopifolia

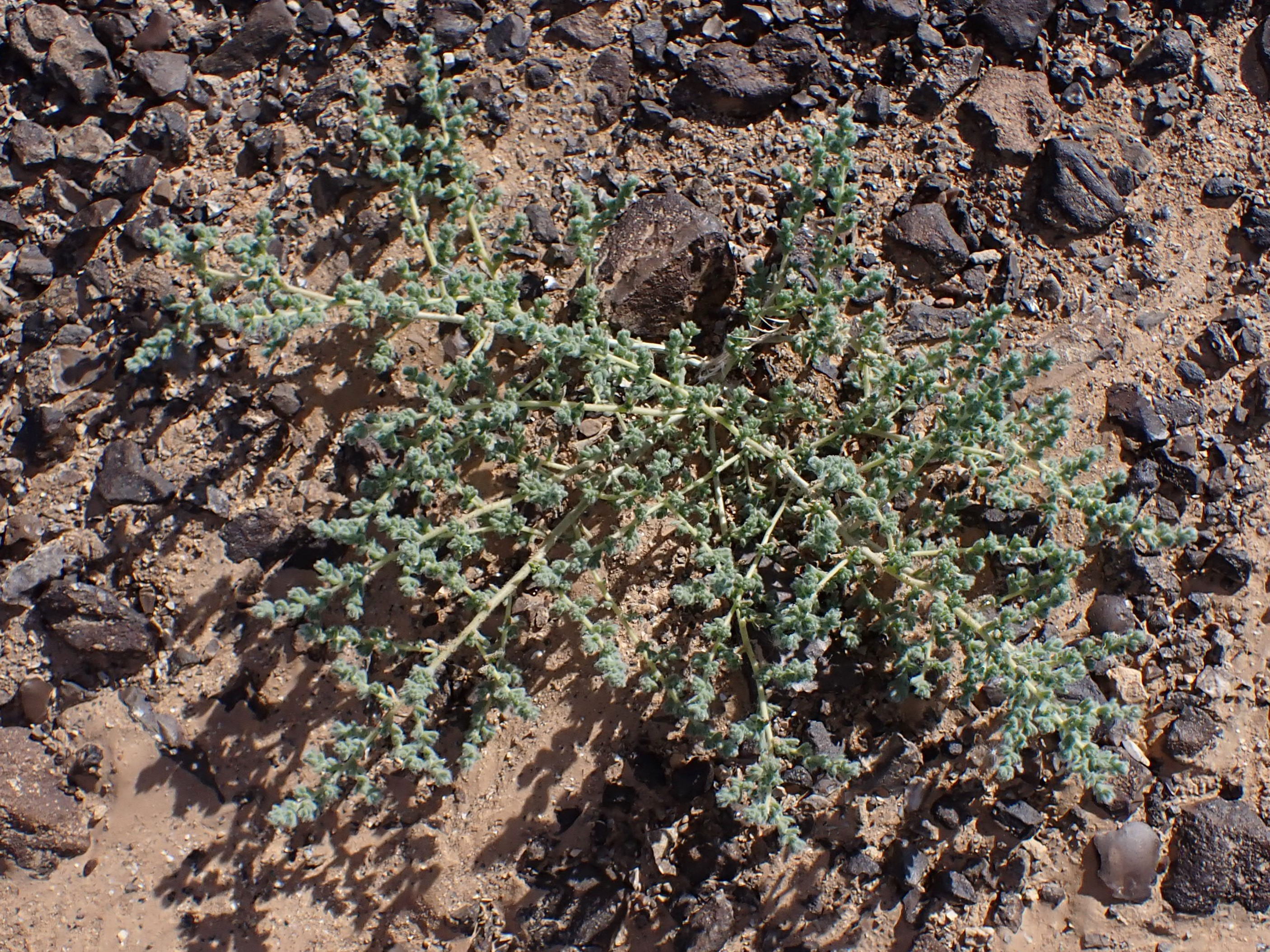
Habitus von Bassia muricata

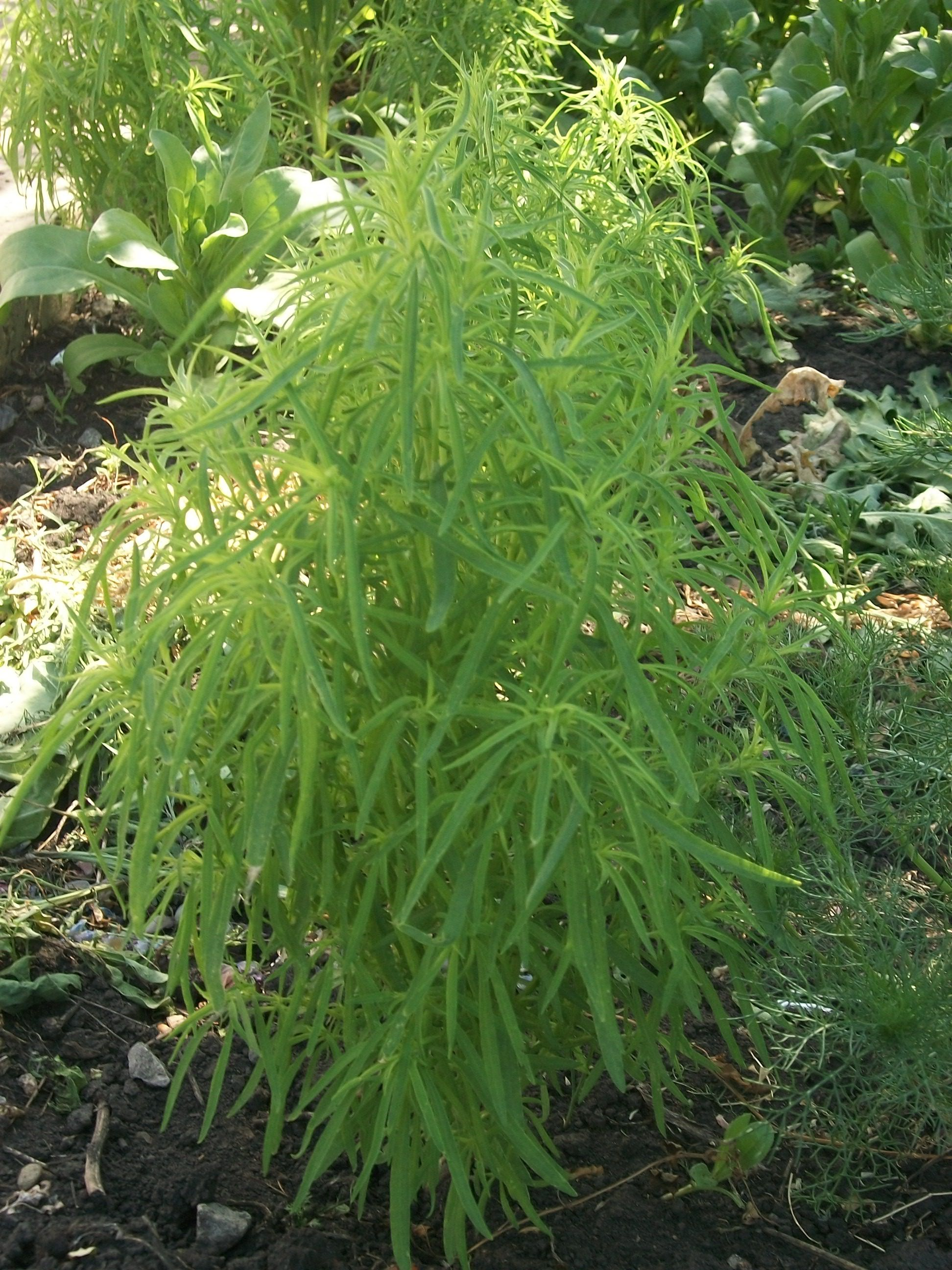
Besen-Radmelde (Bassia scoparia)

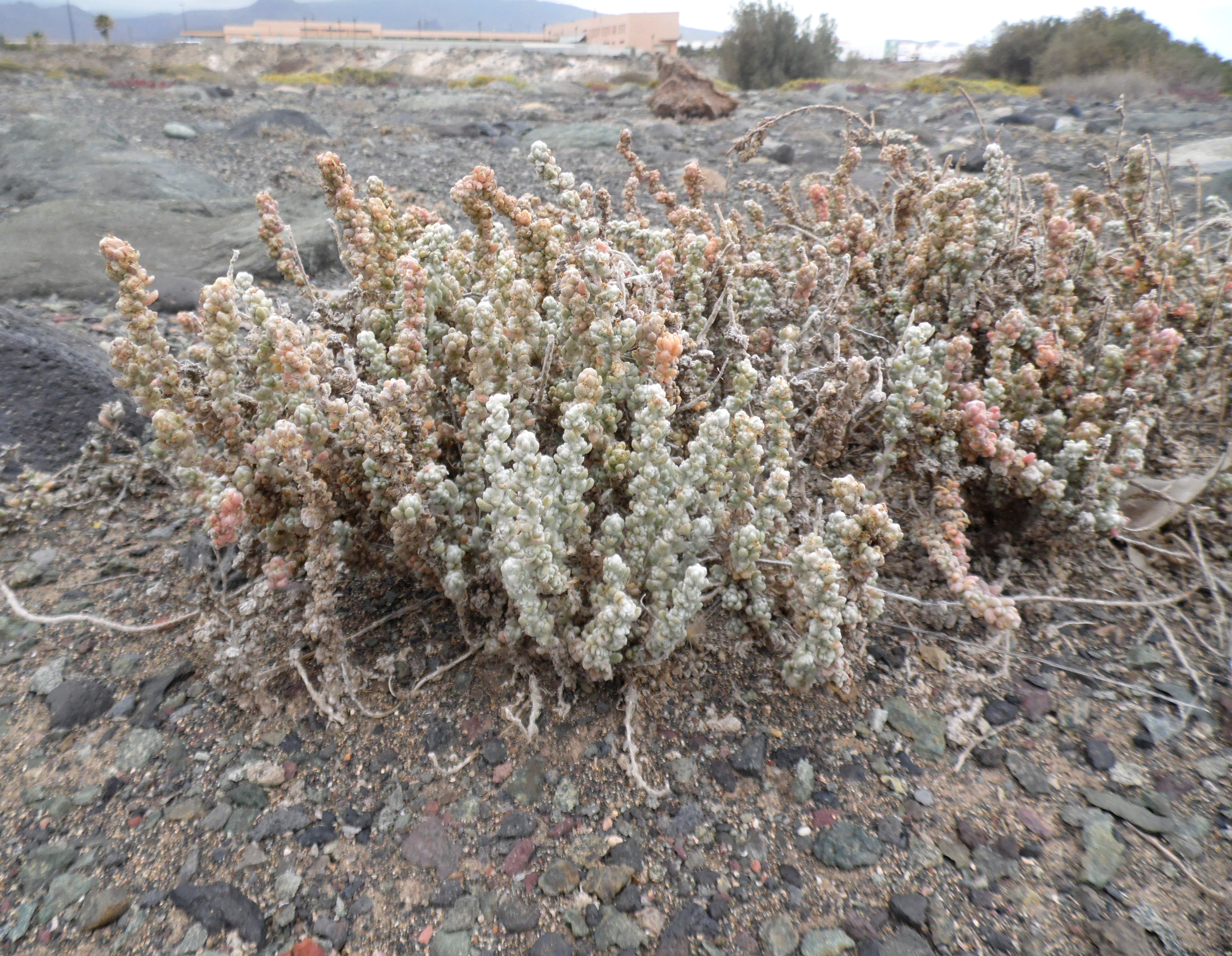
Bassia tomentosa

## Systematik
Die Erstveröffentlichung der Gattung Bassia erfolgte 1766 durch Carlo Allioni unter dem Namen Bassia aegyptiaca in Mélanges de Philosophie et de Mathématique de la Société Royale de Turin, 3, S. 177, Tafel 4. Typusart ist Bassia muricata L. Der Gattungsname Bassia ehrt den italienischen Naturforscher Ferdinando Bassi (1710–1774).  Ihm zu Ehren wurde 1771 noch eine zweite Gattung benannt, Bassia K.D.König ex L. (veröffentlicht in Carl von Linné: Mantissa Plantarum, 2, 1771, S. 555, 563) aus der Familie der Sapotaceae; damit es diesen Gattungsnamen nicht zweimal gab, wurde die später beschriebene Sapotaceae-Gattung in Illipe J.Koenig ex Gras umbenannt.
Synonyme von Bassia All. sind Kochia Roth, Willemetia Maerklin, Echinopsilon (Moq.) Hook. f., Chenoleioides (Ulbr.) Botsch., Kirilowia Bunge, Londesia Fisch. & C.A.Mey. sowie Panderia Fisch. & C.A.Mey.
Die Gattung Bassia zählt zur Bassia/Camphorosma-Clade in der Tribus Camphorosmeae innerhalb der Unterfamilie Camphorosmoideae der Familie der Fuchsschwanzgewächse (Amaranthaceae). Früher gehörte sie zu den Gänsefußgewächsen (Chenopodiaceae), diese sind inzwischen in den Fuchsschwanzgewächsen enthalten.
Die Gattung Bassia umfasst etwa 20 Arten:
- Bassia aegyptiaca Turki, El Shayeb & F.Shehata nom. illeg.: Die Identität dieser halbstrauchigen Art aus dem nördlichen Ägypten ist unklar.
- Bassia angustifolia (Turcz.) Freitag & G.Kadereit (Syn.: Kochia angustifolia (Turcz.) Peschkova):[1] Sie ist eine einjährige Pflanze und kommt in Salzmarschen Zentralasiens von Südsibirien bis zur östlichen Mongolei vor.
- Bassia arabica (Boiss.) Maire & Weiller (Syn.: Chenoleoides arabica (Boiss.) Botsch.): Sie ist ein niedriger Halbstrauch, der von Marokko bis zum Irak vorkommt.
- Bassia dinteri (Botsch.) A.J.Scott (Syn.: Chenoleoides dinteri (Botsch.) Botsch.): Sie ist ein Halbstrauch aus dem südlichen Afrika und wächst in der Namib-Nebelwüste.
- Bassia eriophora (Schrad.) Asch. (Syn.: Londesia eriantha Fisch. & C.A.Mey.): Sie ist eine einjährige Pflanze und wächst in extrem trockenen Halbwüsten von Ägypten bis ins südliche Pakistan.
- Bassia hyssopifolia (Pall.) Kuntze: Sie ist eine einjährige Pflanze und kommt von Südosteuropa über Russland, Nordostafrika und Südwest- bis Zentralasien über die Mongolei bis in die westlichen chinesischen Provinzen Gansu (nur Zhangye) sowie Xinjiang vor.[3]
- Bassia indica (Wight) A.J.Scott (Syn.: Kochia indica Wight): Sie ist eine einjährige Pflanze und kommt von Libyen bis nach Indien vor.
- Sand-Radmelde (Bassia laniflora (S.G.Gmel.) A.J.Scott, Syn.: Kochia laniflora (S.G. Gmel.) Borb.): Sie ist eine einjährige Pflanze und von Zentraleuropa bis nach Ostsibirien verbreitet.
- Bassia lasiantha Freitag & G.Kadereit (Syn.: Kirilowia eriantha Bunge):[1] Sie ist eine einjährige Pflanze und wächst in Steppen Zentralasiens vom westlichen Kasachstan bis ins westliche China.
- Bassia littorea (Makino) Freitag & G.Kadereit (Syn.: Kochia littorea (Makino) Makino):[1] Sie ist eine einjährige Pflanze und kommt in Salzmarschen in Korea und Japan vor.
- Bassia muricata (L.) Asch.: Sie ist eine einjährige Pflanze der Sandwüsten von Marokko bis zum südlichen Iran.
- Bassia odontoptera (Schrenk) Freitag & G.Kadereit (Syn.: Kochia odontoptera Schrenk, Kochia iranica Bornm.):[1] Sie ist eine einjährige Pflanze und kommt vom südlichen Iran bis ins westliche China vor.
- Bassia pilosa (Fisch. & C.A.Mey.) Freitag & G.Kadereit (Syn.: Panderia pilosa Fisch. & C.A.Mey.):[1] Sie ist eine einjährige Pflanze und wächst an gestörten Stellen von der Türkei bis zum westlichen China.
- Halbstrauch-Radmelde (Bassia prostrata (L.) A.J.Scott, Syn.: Kochia prostrata (L.) Schrad.): Sie ist ein Halbstrauch und kommt von Europa bis nach China vor.
- Bassia salsoloides (Fenzl) A.J.Scott (Syn.: Kochia salsoloides Fenzl): Sie wächst als Halbstrauch in der Nama-Karoo des südlichen Afrikas.
- Besen-Radmelde (Bassia scoparia (L.) A.J.Scott, Syn.: Kochia scoparia (L.) Schrad.): Sie ist eine einjährige Pflanze. Von Westeuropa bis nach Ostasien ist sie heimisch, eingeführt kommt sie auch in anderen Kontinenten vor.
- Bassia stellaris (Moq.) Bornm. (Syn.: Kochia stellaris Moq.): Sie ist eine einjährige Pflanze und kommt vom Iran bis ins westliche China vor.
- Bassia tianschanica (Pavlov) Freitag & G.Kadereit (Syn.: Kochia tianschanica Pavl.):[1] Sie ist ein Halbstrauch und vom südwestlichen Kasachstan bis ins westliche China verbreitet.
- Bassia tomentosa (Lowe) Maire & Weiller (Syn.: Chenoleoides tomentosa (Lowe) Botsch.): Sie ist ein niedriger Halbstrauch, der auf den Kanarischen Inseln und an der Atlantikküste von Marokko vorkommt.
- Bassia villosissima (Bong. & C.A.Mey.) Freitag & G.Kadereit (Syn.: Kochia villosissima (Bong.) Serg.):[1] Sie ist ein Halbstrauch und vom südwestlichen Kasachstan bis zum westlichen China verbreitet.

Mehrere Arten, die früher zu Bassia beziehungsweise Kochia gehörten, werden als eigene Gattungen aufgefasst, siehe im Hauptartikel Camphorosmeae.